# Avril Elgar
Avril Elgar (Williams) (Halifax (West Yorkshire), 1 april 1932 - Bristol, 17 september 2021) was een Britse actrice, die bekend werd door vele rollen op het toneel en in televisieseries.
Omdat haar vader John Williams militair was, bracht ze haar kinderjaren door in diverse garnizoensplaatsen verspreid over Engeland. Een deel van de Tweede Wereldoorlog maakte het gezin mee in Brits-Indië. In 1945 vestigden ze zich in Cornwall, waar haar vader leraar werd. Ze doorliep de toneelopleiding aan de Old Vic in Londen en was verbonden aan het National Theatre in die stad, waar ze te zien was in producties als The Enchantment van Victoria Benedictsson, Stanley van Pam Gem en Half Life van Julian Mitchell. In Manchester was ze nog langer verbonden aan het Royal Exchange Theatre, waar haar Amerikaanse echtgenoot James Maxwell regisseur was. Met hem had ze twee zoons. Ze speelde in onder meer The Corn is Green van Emlyn Williams en in 1967, samen met Glenda Jackson en Marianne Faithfull, in Tsjechovs Three Sisters.
Avril Elgar speelde vele rollen in Britse televisieseries, waaronder Waking the Dead, New Tricks, Casualty, Dixon of Dock Green en Midsomer Murders. Buiten het Verenigd Koninkrijk werd ze vooral bekend door haar rol als Ethel Pumphrey, het bekakte zusje van Mildred Roper (gespeeld door Yootha Joyce) in George & Mildred.

## Filmografie
- Doctors (televisieserie) - Celia Wickham (afl. You'll Be a Man, My Son, 2008)
- Doctors (televisieserie) - Ana Kovacs (afl. Pardon, 2004)
- New Tricks (televisieserie) - Olive Risk (Episode 1.2, 2004)
- Casualty (televisieserie) - Roberta 'Bobbi' Wynne (afl. Finding Faith, 2004)
- Waking the Dead (televisieserie) - Tracey Durham (afl. Walking on Water, 2003)
- Heartbeat (televisieserie) - Mrs. Kirkby (afl. Dirty Len, 2002)
- My Family (televisieserie) - Rebecca (afl. 'Tis Pity She's a Whore, 2001)
- Goodnight, Mr. Tom (televisiefilm, 1998) - Mrs. Ford
- Wilde (1997) - Lady Bracknell (in het toneelstuk 'The Importance of Being Ernest)
- Midsomer Murders (televisieserie) - Mary Sharpe (afl. The Killings at Badger's Drift, 1997)
- The Glass Virgin (miniserie, 1995) - Alice Piecliff
- Rides (televisieserie) - Pam (2 afl. 1993)
- Poirot (televisieserie) - Mrs. Oglander (afl. The King of Clubs, 1989)
- Campion (televisieserie) - Kitty Berry (afl. Police at the Funeral: Part 1 & 2, 1989)
- A Taste for Death (miniserie, 1988) - Emily Wharton
- Them and Us (televisieserie) - Miss Frinton (afl. Flash-Point, 1985)
- Thirteen at Dinner (televisiefilm, 1985) - Miss Carroll
- Minder (televisieserie) - Mrs. Bickerton-Jones (afl. Give Us This Day Arthur Daley's Bread, 1985)
- Sakharov (televisiefilm, 1984) - OVIR Administrator
- Betrayal (1983) - Mrs. Banks
- The Citadel (miniserie, 1983) - Zuster Sharp
- Objects of Affection (televisieserie) - Ivy (afl. Our Winnie, 1982)
- Tales of the Unexpected (televisieserie) - Thelma (afl. The Moles, 1982)
- Tales of the Unexpected (televisieserie) - Nancy (afl. Back for Christmas, 1980)
- Shoestring (televisieserie) - Lois (afl. Looking for Mr. Wright, 1980)
- George & Mildred (televisieserie) - Ethel (1976-1979)
- Rosie (televisieserie) - Millie Penrose (1977-1979)
- The Medusa Touch (1978) - Mrs. Pennington
- Romance (televisieserie) - Lady Stoat (afl. Moths, 1977)
- Headmaster (televisieserie) - Rol onbekend (afl. First Day, 1977)
- The Stars Look Down (miniserie, 1974) - Martha Fenwick
- Bedtime Stories (televisieserie) - Colins moeder (afl. The Water Maiden, 1974)
- Carrie's War (televisieserie) - Lou Evans (Afl. onbekend, 1974)
- The Befrienders (televisieserie) - Florence (afl. A Case of No Resolution, 1972)
- Public Eye (televisieserie) - Mrs. Willet (afl. I Always Wanted a Swimming Pool, 1971)
- Paul Temple (televisieserie) - Mrs. Roth (afl. The Quick and the Dead, 1971)
- Play for Today (televisieserie) - Christine Reynolds (afl. I Can't See My Little Willie, 1970)
- I Can't See My Little Willie (televisiefilm, 1970) - Christine Reynolds
- Ryan International (televisieserie) - Rol onbekend (afl. The Muck Raker, 1970)
- Itv Playhouse (televisieserie) - Eudora (afl. The Style of the Countess, 1970)
- Spring and Port Wine (1970) - Betsy-Jane Duckworth
- Detective (televisieserie) - Mrs. Datta (afl. Hunt the Peacock, 1969)
- Callan (televisieserie) - Jane Ellis (afl. Land of Light and Peace, 1969)
- Theatre 625 (televisieserie) - Margaret (afl. To See How Far It Is, 1968)
- Z-Cars (televisieserie) - Maggie Dunlop (afl. A Little Bit of Respect: Part 1 & 2, 1967)
- Boy Meets Girl (televisieserie) - Rita Jones (afl. There Was I, Waiting...!, 1967)
- The Wednesday Play (televisieserie) - Peppercook (afl. Alice in Wonderland, 1966)
- Softly Softly (televisieserie) - Tart (afl. All That Glitters, 1966)
- Dixon of Dock Green (televisieserie) - Mrs. Gibbons (afl. The Pact, 1966)
- Gideon's Way (televisieserie) - Mrs. Tennison (afl. The Firebug, 1965)
- Dixon of Dock Green (televisieserie) - Gladys Sampson (afl. The Root of All Evil, 1964)
- Dixon of Dock Green (televisieserie) - Joan Gilman (afl. Slim Jim, 1964)
- Diary of a Nobody (televisiefilm, 1964) - Carrie Pooter
- Ladies Who Do (1963) - Emily Parish
- Suspense (televisieserie) - Mary (afl. Personal and Private, 1963)
- Comedy Playhouse (televisieserie) - Freda (afl. Sealed with a Loving Kiss, 1962)
- She Always Gets Their Man (1962) - Sylvia
- They Met in a City (televisieserie) - Celia Livingstone (afl. Ladies from a Spa, 1961)
- Kraft Mystery Theater (televisieserie) - Rol onbekend (afl. Flight from Treason, 1961)
- Armchair Mystery Theatre (televisieserie) - Mary (afl. Flight from Treason, 1960)
- Room at the Top (1959) - Miss Gilchrist
- Fair Game (televisieserie) - Miss Frimpton (afl. The House in Warren Square, 1958)

- International Standard Name Identifier: 0000 0001 3358 9163
- Library of Congress Control Number: n78031050
- Virtual International Authority File: 43092368
- WorldCat: E39PBJxcTCrD4YBxtJyfQ3HV4q